# Callopistria ochraceus
Callopistria ochraceus är en fjärilsart som beskrevs av Bethune-Baker 1906. Callopistria ochraceus ingår i släktet Callopistria och familjen nattflyn. Inga underarter finns listade i Catalogue of Life.